# Temperley
Temperley je město v provincii Buenos Aires v Argentině. Je součástí okresu (partido) Lomas de Zamora, v jehož jižní části se nachází. Je součástí aglomerace Velkého Buenos Aires.

## Dějiny
V roce 1854 průmyslový a textilní magnát George Temperley koupil 51 ha pozemků mezi ulicemi Dorrego, Almirante Brown, Eva Perón and Lavalle a postavil zde domy. 16. října 1870 byla otevřena místní železniční stanice. V roce 1965 dostalo sídlo status města.